# Statua Posejdona w Göteborgu
Statua Posejdona w Göteborgu to dzieło Carla Millesa znajdujące się na Götaplatsen. Jest to fontanna z rzeźbą przedstawiającą Posejdona – mitologicznego władcę mórz i oceanów. Statua odlana została z brązu. Ukończono ją 20 października 1927 roku, a odsłonięto w listopadzie 1931.
Statua Posejdona stała się jednym z symboli Göteborga.